# Соціальна психологія

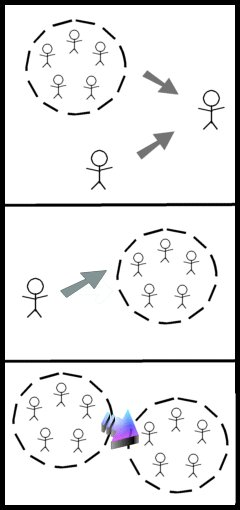
Соціальні психологи вивчають взаємодію як у групах, так і між групами та людьми.

Соціа́льна психоло́гія — розділ, галузь психології, яка досліджує закономірності діяльності людини в умовах взаємодії в соціальних групах. Соціальна психологія частково, є дисципліною всередині психології, частково дисципліною в межах соціології, яка в обох випадках має справу із взаєминами між особистістю та суспільством. Її часто вважають галуззю дослідження на стику соціології та психології.

## Вступ
Соціальна психологія у психології вивчає питання, як от становлення, ідентичність, атрибуція, групи та соціальна реальність. Соціальна психологія в соціології, стосується особливо мікросоціології, і як соціологічна наука, досліджує соціальне в його цілісності, отже, охоплює такі макроявища, як суспільство та стратифікація, а також мікроявища, як от взаємодії і групи.
Основні питання соціальної психології: закономірності спілкування та взаємодії людей, діяльність великих (нації, класи) і малих соціальних груп, соціалізація особистості та розвиток соціальних установок.
Соціальна психологія, це наукове дослідження того, як на думки, почуття та поведінку людей впливає дійсна, уявна чи передбачувана присутність інших. У цьому визначенні, наукове стосується емпіричного дослідження, з використанням наукового підходу. Терміни: думки, почуття та поведінка стосуються психологічних змінних, які можна виміряти у людини. Твердження про те, що присутність інших осіб може бути уявною або передбачуваною, припускає що люди зазнають соціального впливу навіть на самоті, наприклад, коли переглядають відео, сидять у туалеті або спокійно оцінюють мистецтво. У таких становищах, вони можуть перебувати під впливом, щодо дотримання внутрішніх культурних норм. Соціальні психологи, зазвичай пояснюють поведінку людини, як підсумок взаємодії психічних станів та соціальних обставин.
Соціальні психологи досліджують фактори, які спричинюють поведінку, що розгортається так чи інакше, у присутності інших. Вони вивчають умови, за яких відбуваються певні види поводження, дії та почуття. Соціальна психологія стосується того, як когнітивно будуються ці почуття, думки, переконання, наміри та мета, і як ці розумові уявлення, водночас, впливають на нашу взаємодію з іншими особами.
Соціальна психологія подолала традиційний розрив між психологією та соціологією. У роки, що були безпосередньо після Другої світової війни, між психологами та соціологами спостерігалася часта співпраця. Дві дисципліни, однак, в останні (2000) роки стають все більш спеціалізованими та відокремленими одна від одної, водночас соціологи зосереджуються на «макрозмінних» (наприклад, соціальній структурі) значно більшою мірою, ніж психологи. Проте, соціологічні підходи щодо психології, залишаються важливим доповненням психологічних досліджень у цій галузі.
Окрім розриву між психологією та соціологією, спостерігається дещо менш виражена різниця у підходах дослідження, між американськими соціальними психологами та європейськими соціальними психологами. Як узагальнення, американські дослідники зазвичай, більше зосереджувалися на особистості, тоді як європейці більше уваги приділяли явищам на рівні гурту людей (див. Групова динаміка).

## Предмет і завдання соціальної психології
Хоча було кілька давніших робіт з соціальної психології, як от роботи ісламського філософа Аль-Фарабі, предмет соціальної психології, в його сучасному визначенні, виник в Сполучених Штатах на початку 20-го століття. На той час, однак, ця навчальна дисципліна вже мала значне підґрунтя. Після 18-го століття ті, хто в новій галузі соціальної психології, переймалися розробкою певних пояснень різних ознак людської природи, намагалися виявити окремі причинно-наслідкові зв'язки, які б пояснювали соціальні взаємодії в їхньому навколишньому світі. Для цього вони визначили, що науковий метод, емпірично обґрунтований науковий показник, може бути застосований до поведінки людини.
Першим оприлюдненим дослідженням у цій галузі, було дослідження Нормана Тріплетта від 1898 року, присвячене явищу соціального полегшення. У 1930-х роках багато гештальт-психологів, особливо Курт Левін, втекли до США з нацистської Німеччини. Вони здійснили великий вплив на розвиток цієї галузі, як чогось окремого від поведінкових і психоаналітичних шкіл, які переважали на той час, і соціальна психологія завжди підтримувала спадщину своїх зацікавлень в сприйнятті і пізнанні. Взаємини і явища в малих гуртах, були найбільш часто досліджуваними темами в цю епоху.
Радянська соціальна психологія, почала власну новітню історію з 1962 року, коли відкрилася перша в РСФСР, лабораторія соціальної психології при відділенні психології Ленінградського університету. З початком від цієї дати, а особливо останніми (2000) роками, збільшився потік літератури соціально-психологічного вмісту. Зросла, поза сумнівом, кількість перевиданих наукових праць країн західної Європи і США. Можна навіть стверджувати, що на Україну, а також Грузію, Естонію, Молдову, Казахстан, Білорусь, Російську Федерацію й інші країни колишнього СРСР, навалився потік публікацій, монографій, а також збірок, тих що охоплюють не лише вузькі, але й широкі питання з усіляких тематик. Важливе місце посідає підручник Девіда Майєрса, що є для багатьох американських студентів першою книжкою, яка знайомить їх з основами соціально-психологічних знань. Праця Д. Майєрса з соціальної психології, вельми своєрідна. Автор тлумачить соціальну психологію переважно в межах когнітивізму, та наводить винятково цікаві дані отримані ним і його найближчими колегами, у галузі міжособового пізнання і соціальної дії.
Визначною стороною підручника Д. Майєрса, є і спрямування автора на прикладне використання соціально-психологічних знань. Багато сторінок книжки присвячено застосуванню соціальної психології в юриспруденції, медицині, досвіді примирення соціальних конфліктів. Але попри вже  висловлену схвальну точку зору із цього приводу професором А. Л. Свенцицьким, постараємося водночас дати власну характеристику даного підручника, порівнявши його за деякими показниками з іншими, наприклад російськими, як от «Соціальна психологія» під редакцією Андрєєвої Г. М., «Соціальна психологія» під редакцією А. В. Петровського і «Психології спілкування» М. І. Станкіна. Соціальна психологія — це наукове дослідження того, про що люди думають, як вони впливають один на одного і в який спосіб ставляться один до іншого. Соціальна психологія — дочірня гілка соціології і психології, яка хоче бути більш самобутньою за своїм змістом і більш експериментальною у своїх методах, ніж інші галузі соціології. Порівняно з психологією особистості, соціальна психологія менше «зважає» на відмінності між індивідами і більше — на те, як люди загалом, оцінюють одне одного і впливають одне на одного.
Соціальна психологія — екзогенна наука; вона виявляє, як соціальні умови позначааються на поведінці. Поглянемо, як тлумачиться визначення соціальної психології в підручнику Андрєєвої Г. М. «Соціальна психологія» — галузь психологічної науки, яка вивчає закономірності поведінки і діяльності людей, обумовлені залученням їх в соціальні групи, а також психологічні особливості власне цих груп". Перегортаючи підручник Андрєєвої Г. М. «Соціальна психологія» ми мимоволі стикаємося з дуже конкретними назвами абзаців, як от: «дискусія про предмет соціальної психології», «завдання соціальної психології і проблеми суспільства», знаходимо такі гучні вислови на зразок «сфера власних інтересів соціальної психології» є видимою досить чітко, що і дозволяє відмежувати її як від проблем соціології, так і від питань загальної психології.
Соціальна психологія стикається з двома суперечливими критичними зауваженнями. По-перше, вона тривіальна, оскільки засвідчує очевидне, по-друге, вона небезпечна, оскільки її відкриття можуть бути використані для орудування людьми. Наводячи досить переконливі приклади з різноманітних джерел, навіть з політики, Д. Майєрс не лише зацікавлює даною проблемою, але і змушує задуматися. Способи викладу матеріалу дуже сприйнятливі для запам'ятовування, оскільки підкріплюються, як вже було сказано вище, «переконливою кількістю доказових прикладів».
Більшість соціально-психологічних досліджень стосуються або кореляційних, або експериментальних. Кореляційні дослідження, для проведення яких інколи використовують метод систематичного опитування, виявляють взаємозв'язок між змінними, такими, наприклад, як рівень освіти і дохід. Ставлячи експерименти, соціальні психологи інколи створюють події які зачіпають емоції людей. У цьому разі, вони зобов'язані відповідати професійним етичним правилам: отримувати згоду від обізнаних випробовуваних осіб, дотримуватися принципу «не нашкодь», після завершення дослідження, повністю розкривати їм будь-який тимчасовий обман. Соціальні психологи інтегрують свої ідеї і дані експериментів в теорії. Лабораторні експерименти дозволяють перевірити задуми, зібрані по крупицях з життєвого досвіду, і потім застосувати принципи і результати на реальному світі.

Провідним вітчизняним періодичним науковим виданням, у якому висвітлюються результати соціально-психологічних досліджень, є журнал «Соціальна психологія».

## Структура
У структуру соціальної психології входять такі три групи питань:
- Соціально-психологічні явища у великих групах (у макросередовищі). Сюди належать питання масової комунікації, механізми і дієвість впливу засобів масової комунікації на різні спільноти людей, закономірності поширення суспільних настроїв, обрядів, звичаїв тощо.

- Соціально-психологічні явища в малих групах (у мікросередовищі). Вони стосуються питань психологічної сумісності в замкнених групах, міжособистісних взаємин, лідерства й інших.

- Соціально-психологічні прояви особистості людини (соціальна психологія особистості). Тут розглядають, наскільки особистість відповідає соціальним очікуванням у великих і малих групах, як вона сприймає вплив малих груп, яка залежність самооцінки особистості від сприйняття її групою, в яку входить особистість, тощо.

Важливе значення у вирішенні завдань соціальної роботи має теорія соціального конфлікту, як індивідуально-особистісного, так і індивідуально-групового і міжгрупового. Відповідний соціально-психологічний аналіз конфлікту, забезпечує дієвість соціальної роботи, підвищує рівень трудової (навчальної) діяльності.
Можна назвати ще багато питань професійної соціальної роботи, які вимагають відповідного психологічного підґрунтя. Це, зокрема, стосується і психології соціальної діяльності. Соціальна діяльність являє собою вивчення і перетворення соціуму й особистості.
В структурі соціальної діяльності присутні психологічно чітко забарвлені складові — мотивація, психологічний аналіз, управління.

## Методи
Психологічні методи, які застосовуються в соціальній роботі, поділяються на індивідуальні і групові.
Істотні результати в соціальній роботі дають методи психодіагностики, за допомогою яких вирішуються численні завдання вивчення особистості, групи, колективу.
В практиці соціальної роботи широко використовується психологічна консультація, за підсумками якої будується відповідна індивідуальна і групова робота. Використовуються способи психологічної адаптації, які допомагають залучати реципієнтів в соціальну діяльність так, що вони чіткіше усвідомлюють соціальне становище, розвивають відповідну самооцінку, пристосовуються до умов життєдіяльності, які нерідко змінюються. Останніми роками досить звичними методами соціальної роботи, стали соціально-психологічний тренінг і аутотренінг.
Чітко виражений психологічний характер мають методи корекції поведінки, мотивації, спілкування, самооцінки: реципієнт усвідомлює недоліки в структурі власної особистості, виробляє нові моделі поведінки, вправляється у їх застосуванні з наступним узагальненням і перенесенням соціально-психологічних утворень на нові умови власної життєдіяльності.
Методи психотерапії зосереджено на психологічні перетворення в структурі цілісної особистості.

## Діячі соціальної психології
- Елліот Аронсон[en]
- Соломон Аш
- Альберт Бандура
- Фріц Гайдер
- Ервінг Ґофман
- Філіп Зімбардо
- Чарльз Кулі
- Дональд Кемпбелл[en]
- Гюстав Ле Бон
- Курт Левін
- Девід Майєрс[en]
- Стенлі Мілґрем
- Серж Московічі
- Гордон Олпорт
- Борис Паригін
- Генрі Таджфел[en]
- Брюс Такмен
- Леон Фестінґер
- Еріх Фромм
- Стенлі Шехтер